# Masquefa
Masquefa és una vila i municipi de Catalunya situat a la comarca de l'Anoia i de la comarca natural del Montserratí. El municipi de Masquefa té una extensió de 17,06 km² i pertany a l'extrem més oriental de la comarca de l'Anoia. A la banda nord confronta amb Hostalets de Pierola (Anoia); a la banda sud amb Sant Llorenç d'Hortons (Alt Penedès); a la banda est amb Sant Esteve Sesrovires (Baix Llobregat); a la part oest amb Piera (Anoia).
L'altitud mitjana del poble és de 256,2 metres sobre el nivell del mar, i la cota més elevada està en la part nord-oest del terme, en la confluència amb el municipi de Pierola a una alçada de 297 metres. Masquefa presenta un terreny suaument ondulat, on els retalls al·luvials de les rieres trenquen la monotonia estratificada, conformant un gran nombre de torrents i barrancades que s'enfonsen vers el Llobregat.
La primera documentació de Masquefa la trobem el 30 de març de l'any 963 (segle x), pel qual Miró I, Comte de Barcelona, ven el castell i la parròquia de Masquefa amb els delmes i primícies a Ennec Bonfill. Malgrat això, l'’etimologia de la paraula Masquefa, que vol dir terra fèrtil, és de procedència aràbiga i fa pensar que originàriament el castell fou construït pels sarraïns quan el Llobregat era un riu fronterer entre aquests i els cristians.

## Geografia
- Llista de topònims de Masquefa (Orografia: muntanyes, serres, collades, indrets..; hidrografia: rius, fonts...; edificis: cases, masies, esglésies, etc).

## Principals activitats econòmiques
Agricultura: el conreu que domina és la vinya. El vi és el que té i ha tingut durant els últims cinc segles una importància decisiva com a primer producte agrícola, i avui en l'especialitat del vi de Denominació d'Origen Penedès.
Ramaderia: Vaquí i conills.
Indústria: pel que fa a l'activitat industrial, cal destacar que té una tradició industrial, deguda a la indústria de Rogelio Rojo, originària de Barcelona, que s'instal·là en el poble l'any 1892 fabricant sivelles. A partir dels anys 50 del segle xx hi va haver una revifalla industrial amb l'obertura de noves fàbriques: la Findlay Indústries Espanya (tancada l'any 2009, conseqüència de la crisi i la reducció de la compra de cotxes, atribuint problemes de falta de liquiditat), dedicada al revestiment interior de cotxes; Facesa, dedicada a les càpsules d'alumini i Dismol dedicada als complements pel cava; indústria de la construcció i auxiliars de la construcció; petits tallers de serralleria i lampisteria.

## Demografia
| Entitat de població | Habitants (2024) |
| Masquefa            | 5.358            |
| Can Parellada       | 2.014            |
| el Maset            | 1.302            |
| la Beguda Alta      | 815              |
| Can Quiseró         | 346              |
| Can Valls           | 185              |
| Font: Idescat       |                  |

| 1497 f | 1515 f | 1553 f | 1717 | 1787 | 1857  | 1877  | 1887  | 1900 | 1910  |
| ------ | ------ | ------ | ---- | ---- | ----- | ----- | ----- | ---- | ----- |
| 23     | 25     | 29     | 240  | 377  | 1.151 | 1.273 | 1.417 | 959  | 1.138 |

| 1920  | 1930  | 1940  | 1950  | 1960  | 1970  | 1981  | 1990  | 1992  | 1994  |
| ----- | ----- | ----- | ----- | ----- | ----- | ----- | ----- | ----- | ----- |
| 1.134 | 1.232 | 1.335 | 1.160 | 1.084 | 1.605 | 2.274 | 2.647 | 2.739 | 2.739 |

| 1996  | 1998  | 2000  | 2002  | 2004  | 2006  | 2008  | 2010  | 2012  | 2014  |
| ----- | ----- | ----- | ----- | ----- | ----- | ----- | ----- | ----- | ----- |
| 3.369 | 3.764 | 4.582 | 5.700 | 6.680 | 7.414 | 8.029 | 8.295 | 8.373 | 8.406 |

| 2016  | 2018  | 2020  | 2022  | 2024   | 2026 | 2028 | 2030 | 2032 | 2034 |
| ----- | ----- | ----- | ----- | ------ | ---- | ---- | ---- | ---- | ---- |
| 8.386 | 8.641 | 9.402 | 9.744 | 10.038 | -    | -    | -    | -    | -    |

## Llocs d'interès
Ajuntament de Masquefa: L'Ajuntament de Masquefa és una obra inclosa en l'Inventari del Patrimoni Arquitectònic de Catalunya. Es tracta d'un edifici de caràcter públic de gran sobrietat neoclàssica. Destaca la nitidesa de línies, amb predomini de les línies rectes i l'absència total de decoració. L'estructura de la façana principal correspon a la d'arc de triomf, recurs tan emprat en el neoclassicisme, és a dir, la porta adovellada i a cada costat una filera de carreus de pedra que s'alça fins a trobar-se amb el frontó triangular -del qual s'ha perdut el seu contingut en relleu de pedra- que mostra l'acabament de l'edifici. Rehabilitat a la segona meitat dels anys 90.
Església de Sant Pere i la Santa Creu: Enclavada dins el terme del castell de Masquefa, està documentada des de l'any 963. Consta d'una nau única coberta amb volta de canó lleugerament apuntada i capçada amb absis semicircular. L'any 1598 es va obrir la capella dedicada a Sant Sebastià i el 1664 la del Roser. També es va erigir un destacat campanar, de planta quadrada, encastat al mur sud, que desvirtuen part de la capçalera. L'obra romànica, de la fi del segle xii o inicis del XIII, està feta amb carreus de bona mida, ben escairats i alineats. L'única ornamentació és una cornisa que ressegueix els murs laterals i l'absis, aquest amb un fris de dents de serra i arcuacions cegues, amb les mènsules esculpides. L'església va ser la parroquial de Masquefa fins a l'any 1879. A Masquefa es coneix popularment amb el nom de “el cementiri vell”, ja que fins a l'any 1922 hi havia el cementiri del poble.
Església de Sant Pere: L'edifici va ser construït entre 1922 i 1925, segons projecte d'Enric Sagnier. Consta d'una nau amb capelles laterals interconnectades i absis semicircular, coberta amb embigat a dues aigües sostingut per arcs ogivals. El campanar té planta rectangular i és de maó vist, coronat amb una estructura de ferro forjat. A l'interior es conserva una pica baptismal procedent de l'església vella, on hi ha l'escut de Barcelona i la data de 1562.

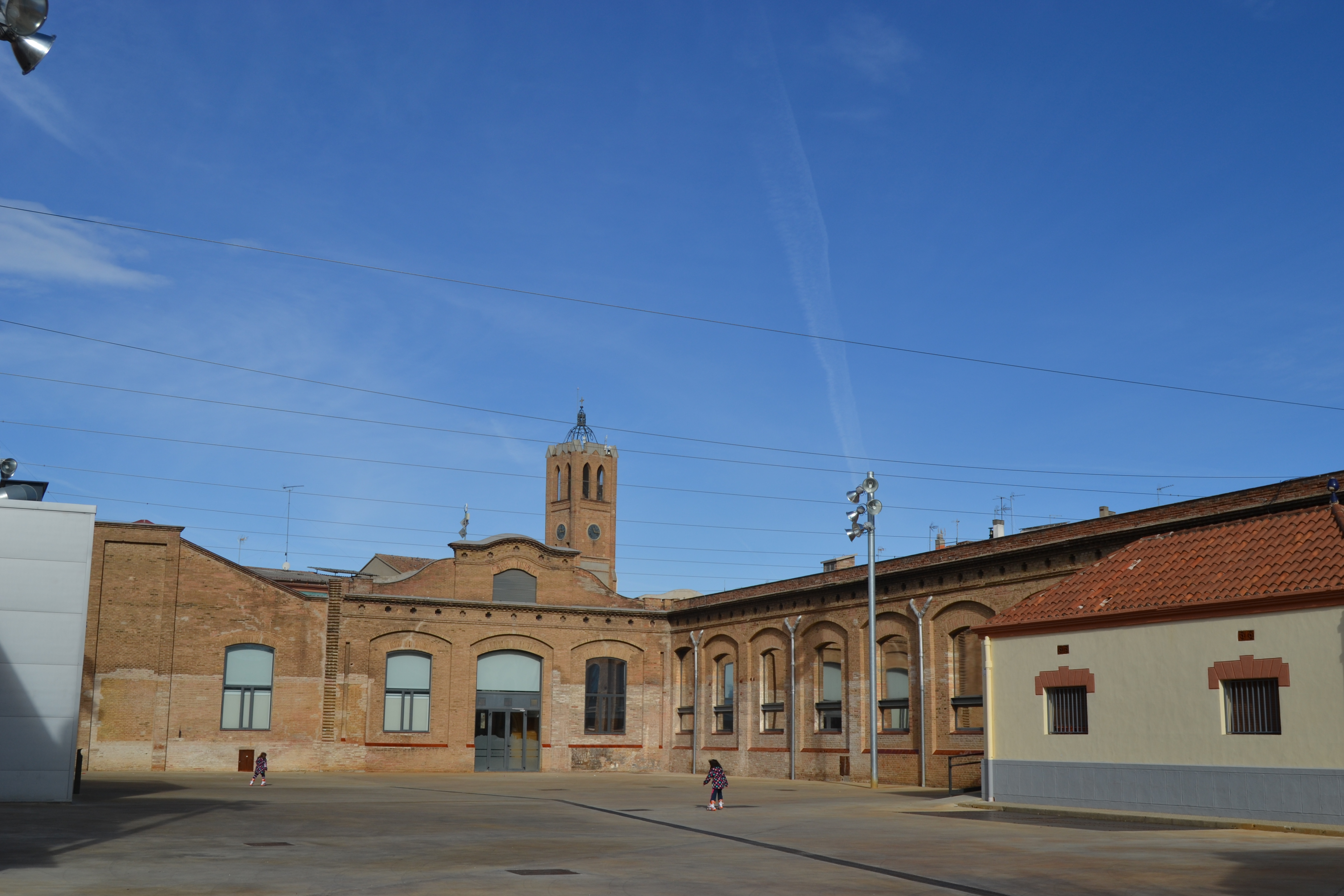
Fàbrica Rogelio Rojo

Capella del Roser: Està documentada des de l'any 1645 però sembla que va ser construïda l'any 1622. En una visita pastoral de l'any 1729 es constata el mal estat de la capella i es recomana la seva restauració, que es va dur a terme poc després. L'any 1826 un llamp va destruir la cúpula. Entre 1879 i 1926 va ser la parroquial del poble. És una petita capella situada entre mitgeres, reformada després de la Guerra Civil. Com es pot veure a la fotografia antiga, es va perdre el campanar i l'atri, i la façana actual és d'una gran austeritat. Desde els anys 90 s'està reformant sense que la reforma hagi acabat del tot.
Fàbrica Rogelio Rojo: L'any 1922 els germans Rojo, membres d'una família d'empresaris barcelonins, instal·len a Masquefa una fàbrica de fornitures metàl·liques i complements tèxtils (sivelles, agulles, botons, etc.) segurament per evitar les reivindicacions obreres incipients a la Barcelona de l'epoca. Durant la Guerra Civil va fabricar també municions per a l'exèrcit republicà. La seva activitat es va mantenir fins a l'any 2000. Actualment, el conjunt d'edificis, tots ells de maó vist, és propietat municipal i està dedicat a equipaments culturals i tecnològics.
Centre de Recuperació d'Amfibis i Rèptils de Catalunya (CRARC): El CRARC és una institució dedicada a la rehabilitació de fauna silvestre amb la finalitat de retornar-la al seu hàbitat natural, promoure la recerca científica i l'educació ambiental. El Centre esmerça esforços en la gestió de rèptils i amfibis autòctons. Diferents espècies de quelonis, sauris i ofidis reben atenció a les seves dependències. Alguns són objecte de projectes específics, com la tortuga mediterrània, reintroduïda al Parc Natural del Garraf o de la Serra de Montsant dins un pla general que coordina la Generalitat de Catalunya. La investigació representa un puntal dins l'organització del Centre atès que la formació continuada és plenament necessària per a gestionar correctament la fauna salvatge. Així doncs, s'han fet nombrosos treballs de recerca sobre reproducció, malalties, biometria, comportament, paleontologia, etc., que han generat diverses ponències en congressos i articles en revistes científiques. La divulgació mediambiental és un dels màxims exponents de l'activitat diària del CRARC, atenent diàriament a escoles, esplais i grups que volen aprendre sobre el fabulós món dels rèptils i amfibis.
Actualment es pot visitar el centre tots els caps de setmana. Dissabtes de 10 a 14h i de 16 a 18h i, Diumenges de 10 a 14h.
Edificis històrics o emblemàtics: Cal Castanyer, Torre dels Lleons, Cal Laiano, Can Massana, Cal Tenas (coneguda com a Torre de l'estació), Antiga seu del Casino Popular i Recreatiu, entre d'altres.

## Administració
| Període      | Nom de l'alcalde/-essa                                                      | Partit polític | Data de possessió |
| ------------ | --------------------------------------------------------------------------- | -------------- | ----------------- |
| 1979 - 1983  | Francesc Miralles Mestre                                                    | CiU            | 19/04/1979        |
| 1983 - 1987  | Joan Martínez Reche                                                         | PSC            | 28/05/1983        |
| 1987 - 1991  | Joan Martínez Reche (1987-1988) Josep Duran Gálvez (1989-1991)              | PSC            | 30/06/1987        |
| 1991 - 1995  | Josep Maria Julià Càlix                                                     | CiU            | 15/06/1991        |
| 1995 - 1999  | Josep Mª Julià Càlix (1995-1996) Manel Ferrer Peixó (1996-1999)             | CiU            | 17/06/1995        |
| 1999 - 2003  | Maria Teresa Estruch Mestres                                                | PSC            | 03/07/1999        |
| 2003 - 2007  | Maria Teresa Estruch Mestres                                                | PSC            | 14/06/2003        |
| 2007 - 2011  | Xavier Boquete i Saiz                                                       | CiU            | 16/06/2007        |
| 2011 - 2015  | Xavier Boquete i Saiz                                                       | CiU            | 11/06/2011        |
| 2015 - 2019  | Xavier Boquete i Saiz                                                       | CiU            | 13/06/2015        |
| 2019 - 2023  | Xavier Boquete i Saiz                                                       | JxCat          | 15/06/2019        |
| Des del 2023 | Roger Vàzquez Claravalls (2023-2025) Daniel Gutiérrez Espartero (2025-act.) | ERC PSC        | 17/06/2023        |

## Festes i celebracions[calcitació]
Aplec al Cementiri vell: Se celebra el dilluns de Pasqua, als peus de l'església de Sant Pere i la Santa Creu. Es fan sardanes i una costellada popular que aplega a centenars de masquefins.
Festa Major petita de Sant Isidre: abans se celebrava el 15 de maig per Sant Isidre Llaurador, patró dels pagesos i actualment se celebra el cap de setmana més proper al 15 de maig. Les festes comencen el divendres a la tarda i acaben el diumenge a la nit. Els actes més característics de la festa són el Sopar Popular de Faves, el tradicional Ball de la Garlanda i les actuacions del Seguici festiu: Trobada de Gegants, Correfoc del Ball de Diables i la carretillada infantil i els versots del Ball de Diables infantil... També es fan jocs infantils, teatre, cinema, una xocolatada i, per acabar la festa, la cantada d'havaneres.
Festa Major de Santa Magdalena: La Festa Major de Masquefa s'escau pels volts del 22 de juliol per renovar el vot de la patrona religiosa i festiva de la Vila: Santa Magdalena. Les activitats més emblemàtiques són la Passada de Festa Major amb el Seguici festiu acompanyat per la Cobla, les autoritats i representants de L'Alzinar, la Serenata de Festa Major i les actuacions musicals de la Cobla-Orquestra els Montgrins., el Correfoc infantil, la cercavila de Festa Major, la carretilla de Festa Major i el Ball Parlat i versots del Ball de Diables, la passada de vigília amb la tradicional encesa del campanar.... També es fan exposicions on podem veure les obres dels artistes locals i mostres d'artesania. La Festa Major és organitzada per l'Ajuntament amb la col·laboració de les entitats de Masquefa.
Festa del Raïm: Es tracta d'una fira tradicional molt arrelada al municipi que pretén recordar els orígens de Masquefa relacionats amb la vinya, el camp i els productes de la terra. Carros i cavalls transporten el raïm fins a la plaça de l'Estació, on té lloc la trepitjada popular. A més a més, les bodegues, cellers, restauradors i pastissers locals ofereixen els seus productes als visitants, els quals poden conèixer i degustar la gastronomia de Masquefa i de la comarca de l'Anoia. Té lloc el tercer cap de setmana de setembre.
Festa dels Avis: Se celebra a principis d'octubre. Normalment s'allarga una setmana amb actes lúdics i culturals per a la gent gran i finalitza amb una paellada popular, acompanyada de música. Caracteritzada per una gran paella popular on es convida a tots els jubilats.

## Seguici festiu
El Seguici festiu de Masquefa està integrat per la Colla de Ball de Bastons, El Ball de Diables i la Colla Gegantera de Masquefa, que gestionen els balls i elements de la Festa Major.
Ball de Bastons de Masquefa: Tot i que no se sap amb certesa amb quines dates començà la tradició bastonera, sembla que la primera documentació del ball de bastons a Masquefa es remunta cap a mitjan segle xviii. Val a dir que al Diccionari de la dansa, dels entremesos i dels instruments de música i sonadors, publicat l'any 1936, no consta Masquefa com a plaça amb formació bastonera, absència atribuïble al fet que, les colles de balladors es feien i desfeien de la mateixa manera que un grup d'amics es feia càrrec del ball fins que s'anava cansant i finalment ho deixava. La formació actual fou creada l'any 1978 -composta únicament per homes- i l'any següent s'hi afegiren les dones. El vestuari consta de mitjons, pantalons, espardenyes i camisa blancs, camalls curts amb cascavells (de color blau cel les dones i vermells els homes), faldellí vermell amb dos vions blancs a la vora, faixa blava, mocador plegat creuant el pit i escut.
El repertori del Ball de Bastons de Masquefa ha mantingut força els seus trets diferencials respecte de la resta de formacions del país, en bona part perquè les que comparteixen el seu estil de ball han anat desapareixent. Les músiques es conserven en una llibreta de notacions procedent del Marxant de la Flauta.
Ball de Diables de Masquefa: Els Diables de Masquefa va iniciar l'activitat el 1994, amb el nom Colla de Diables Pixafocs i Cagaspurnes de Masquefa.
L’any 2019, la colla va fer una aposta cap a la forma originària i tradicional del Ball de Diables, i en aquest sentit, va iniciar un viatge a la història per connectar futur i tradició. El grup de timbals utilitzen tabals de membrana de pell com a únic instrument amb ritmes tradicionals. El vestuari actual va incorporar el blanc, pel color del vestit original de la colla i el color bourdeos per ser Masquefa terra de vi. La indumentària la complementa, unes espardenyes de set vetes com a únic calçat, mocador de farcell i tirants amb la senyera.Cada diable porta una maça que representa un element característic del territori: una bota de vi. En aquesta maça trobem el detall de 5 franges horitzontals en representació a la corona de 5 torres de l’escut de Masquefa, element que identifica al Municipi com a Vila. En Llucifer i la Diablessa,  llueixen un ceptrot cadascú, amb referències a la nostra identitat, el Llucifer porta un ceptrot que replica al primer cetptrot de la colla i la Diablessa. porta un ceptrot amb la imatge de la façana de la Fàbrica Rogélio Rojo.
La secció infantil del Ball de Diables de Masquefa, va viure el seu bateig per la Festa Major de Santa Magdalena del 2012, un any molt especial per a l’entitat també per altres motius: complia 18 anys a la vegada que celebràvem el 10é aniversari de la seva bèstia de foc, el Drac Bufut.
La secció infantil segueix el passos de la colla gran i al 2019 fa la transició al model de Ball de Diables tradicionals.
Bestiari: 
El Drac Bufut és la bèstia de foc del Diables de Masquefa
La figura va ser creada l’any 2002 per Dolors Sans, amb un pes de 60kg (aprox.) i té un total de 12 punts de foc.
Durant alguns anys, va ser l’única figura en actiu que era portada com un gegant. Després de la reforma de l’any 2017, també es pot portar arrossegat amb rodes.
Cal destacar que el Drac Bufut i la Colla de diables van ser protagonistes en el documental Life in a day, dirigida per Kevin Macdonald i produïda per Ridley Scott, documental que va ser estrenat el 27 de gener del 2011 al festival de cinema de Sundance, als Estats Units. Aquesta gravació la va realitzar el Daniel Mas, el dia 24 de Juliol de 2010.
Bestiari Infantil. L'any 2017, la secció infantil va presentar les seves 3 bèsties de foc, que representen a 3 animals autòctons de Masquefa, L'Ombra (Guineu) amb 2 punts de foc, l'Espurna (Falcó) amb 6 punst de foc i el Fum (Llangardaix) amb 4 punts de foc. Contruits per Jaume Coma.
Colla Gegantera de Masquefa: La Colla Gegantera de Masquefa va néixer l'any 1987, després de dos anys de treball de la Comissió Pro-Gegants, fruit de l'interès d'un grup de masquefins i masquefines pel món geganter i amb el suport de l'Ajuntament i la Societat Recreativa de l'Alzinar, que són qui es fan càrrec de les despeses de construcció de les figures i del vestuari dels membres de la Colla.
Alhora de construir els Gegants, en Toni Mujal es va inspirar en dibuixos que els nens de les escoles van fer com a proposta de Gegants i Nans per tal de dissenyar-los. El nom triat pels gegants va crear certa polèmica en un principi però, finalment, es va proposar que portessin el nom dels patrons de les festes perquè representaven a tots els masquefins i masquefines. Van ser estrenats per Sant Joan de l'any 1987. L'any 2015 es va presentar una rèplica de les figures, per tal de conservar en bon estat els Gegants de Masquefa. D'aleshores ençà els originals només surten a dansar el 22 de juliol amb motiu de la diada de Santa Magdalena. La Colla Gegantera de Masquefa també gestiona els Gegantons de la Vila.
L'Isidre i la Magdalena dansen el Vals dels Gegants de Masquefa, amb música del mestre Josep Mata Balart (1987) i coreografia d'en Lluís Ardèvol i en Xavier Leoz (2007). Només el 22 de juliol, a la parròquia de Sant Pere de Masquefa, ballen el Per a tu, Magdalena al so de la Cobla Els Montgrins. Aquesta peça, composta pel mestre Josep Mata Balart l'any 1997, s'utilitza en el moment en què la Geganta fa entrega del ram a Santa Magdalena, renovant el vot del poble a la patrona.

## Centres educatius
Els centres educatius del municipi de Masquefa són els següents:
| Centre                              | Tipus  | Estudis                  | Adreça                                     | Lloc web                                                             |
| ----------------------------------- | ------ | ------------------------ | ------------------------------------------ | -------------------------------------------------------------------- |
| Escola Bressol Municipal La Baldufa | Públic | Infantil                 | C/ Rogelio Rojo, 30, Masquefa              | http://www.masquefa.cat/jsp/cat/mostraContingut.jsp?noticia=10070    |
| Escola El Turó                      | Públic | Infantil i Primària      | C/ Santa Clara, 30, Masquefa               | http://www.xtec.es/ceip-elturo-masquefa/                             |
| Escola Font del Roure               | Públic | Infantil i Primària      | C/ Leònie Mirapeix, 1, Masquefa            | http://blocs.xtec.cat/fontroure/                                     |
| Escola Vinyes Verdes                | Públic | Infantil i Primària      | C/ Mn. Cinto Verdaguer, 50, La Beguda Alta | http://www.xtec.cat/ceipfmata/ Arxivat 2012-11-17 a Wayback Machine. |
| Institut de Masquefa                | Públic | Secundària i Batxillerat | Av. Maresme 47-87, Masquefa                | http://agora.xtec.cat/sesdemasquefa/moodle/                          |

## Masquefins il·lustres
- Josep Maria Valls Masana[7] (1855 - 1948), enginyer agrònom.
- Maria Mas i Canals (1936), pedagoga i activista social catalana.
- Joan Isart Sabi[8] (1936 - 2004), entomòleg.
- Maria Carme Junyent i Figueras (1955 - 2023), lingüista catalana.
- Teresa Estruch Mestres (1957), política catalana, diputada al Parlament de Catalunya en la VII i VIII legislatures.
- Esteve Miralles Torner (1964), escriptor i traductor.
- Mercè Sabi Martínez (Masquefa, 1885 - Barcelona, 1963), una emprenedora de Masquefa a Barcelona.